# Rafał Berliński
Rafał Berliński (Płock, 5 giugno 1976) è un ex calciatore polacco, di ruolo centrocampista.

## Carriera

### Club
Berliński cominciò la carriera con la maglia del Raków Częstochowa, per poi passare al Varta Namysłów. Successivamente, militò nelle file dell'Odra Opole e dello Stomil Olsztyn. In seguito, fu un calciatore dello Szczakowianka Jaworzno e del GKS Bełchatów. Nel 2006, si trasferì ai norvegesi dello Haugesund. Esordì nell'Adeccoligaen in data 2 luglio 2006, in occasione del successo per 0-2 sul campo dello Hødd.
Rientrò poi in Polonia, per giocare nel Kolejarz Stróże. Successivamente, fu in forza allo Zagłębie Sosnowiec e al Sandecja Nowy Sącz, rimanendo svincolato dopo quest'ultima esperienza.